# Tetraloniella noguera
Tetraloniella noguera är en biart som beskrevs av Laberge 2001. Tetraloniella noguera ingår i släktet Tetraloniella och familjen långtungebin. Inga underarter finns listade i Catalogue of Life.